# إميل جنسن (موسيقي)
إميل جنسن (بالسويدية: Emil Jensen)‏ هو موسيقي ومغني وكاتب أغاني وشاعر سويدي، ولد في 1974.

## وصلات خارجية
- الموقع الرسمي
- إميل جنسن على موقع IMDb (الإنجليزية)
- إميل جنسن على موقع ألو سيني (الفرنسية)
- إميل جنسن على موقع ميوزك برينز (الإنجليزية)
- إميل جنسن على موقع أول موفي (الإنجليزية)
- إميل جنسن على موقع قاعدة بيانات الأفلام السويدية (السويدية)
- إميل جنسن على موقع ديسكوغز (الإنجليزية)
- إميل جنسن على موقع قاعدة بيانات الفيلم (الإنجليزية)
- إميل جنسن على موقع كينوبويسك (الروسية)